# NWA Florida Tag Team Championship
L'NWA Florida Tag Team Championship è stato un titolo della divisione tag team della federazione Championship Wrestling from Florida, associata alla National Wrestling Alliance (NWA).
Il titolo fu attivo dal 1968, anno in cui fu istituito, fino al 1987, quando fu disattivato, per poi essere nuovamente attivo in altre occasioni.

## Storia
Il titolo fu creato per sostituire la versione della Florida del NWA World Tag Team Championship, che sarebbe stato disattivato di lì a poco, e fu riconosciuto come principale titolo della categoria tag della federazione.
Fu disattivato una prima volta nel 1981, quando fu sostituito dal NWA North American Tag Team Championship, per poi ricomparire nel 1986 ed essere attivo fino alla chiusura della CWF, nel dicembre 1987.
Alla chiusura della CWF il titolo riapparve in altre federazioni affiliate alla NWA e operanti nel territorio della Florida:
- La Florida Championship Wrestling iniziò a promuovere il titolo nel 1988 e lo mantenne fino al 1991, quando lo disattivò sostituendolo con il FCW Tag Team Championship.
- Comparve nuovamente in NWA Florida Major League Wrestling (successivamente rinominata in NWA Florida) a partire dal 1997, e rimase in circolazione fino alla chiusura della NWA Florida nel 2005.
- La Pro Wrestling Fusion rinominò i suoi FUW Tag Team Championship in NWA Florida Tag Team Championsip nel 2014, promuovendoli fino alla fine del legame con la NWA nel novembre 2015.

## Albo d'oro
| Legenda  |                                                                               |
| -------- | ----------------------------------------------------------------------------- |
| #        | Indica il numero del regno titolato                                           |
| Regno    | Viene indicato il numero del regno del campione                               |
| Data     | La data in cui il titolo è stato vinto                                        |
| Località | Indica il luogo in cui il titolo è stato vinto                                |
| Note     | Indica notizie particolari riguardanti i cambi di titolo o altre informazioni |

### Championship Wrestling from Florida
| #   | Campione                               | Regno | Data              | Giorni | Località                  | Evento     | Note | Fonti |
| --- | -------------------------------------- | ----- | ----------------- | ------ | ------------------------- | ---------- | --- | ----- |
| 1   | Billy Garrett e Jim Starr              | 1     | 10 dicembre 1968  | 42     | Tampa, Florida            | House show | In un torneo per decretare i campioni inaugurali, sconfiggendo in finale José Lothario e Wahoo McDaniel.                                                   |       |
| —   | Vacante                                | —     | 21 gennaio 1969   | —      | —                         | —          | Il titolo venne reso vacante in seguito ad un finale controverso di una difesa titolata.                                                                   |       |
| 2   | Billy Garrett e Jim Starr              | 2     | 28 gennaio 1969   | 18     | Tampa, Florida            | House show | In un torneo per riassegnare i titoli vacanti. |       |
| —   | Vacante                                | —     | 15 febbraio 1979  | —      | —                         | —          | Il titolo venne reso vacante in seguito ad un finale controverso di una difesa titolata.                                                                   |       |
| 3   | Billy Garrett e Jim Starr              | 3     | 18 febbraio 1969  | 70     | Tampa, Florida            | House show | In uno spareggio per riassegnare i titoli vacanti contro Bobby e Lee Fields.                                                                               |       |
| 4   | Lester Welch e The Gladiator           | 1     | 29 aprile 1969    | 28     | Tampa, Florida            | House show | |       |
| 5   | Hiro Matsuda e Missouri Mauler         | 1     | 27 maggio 1969    | 56     | Tampa, Florida            | House show | |       |
| 6   | Jack Brisco e Ciclòn Negro             | 1     | 22 luglio 1969    | 14     | Tampa, Florida            | House show | |       |
| 7   | Hiro Matsuda e Missouri Mauler         | 2     | 5 agosto 1969     | 29     | Tampa, Florida            | House show | |       |
| 8   | Ciclòn Negro (2) e Sammy Steamboat     | 1     | 3 settembre 1969  | 52     | Miami, Florida            | House show | |       |
| 9   | Bronko Lubich e Chris Markoff          | 1     | 25 ottobre 1969   | 73     | Tampa, Florida            | House show | |       |
| 10  | Jack Brisco (2) e Ciclòn Negro (3)     | 2     | 6 gennaio 1970    | 24     | Tampa, Florida            | House show | |       |
| 11  | Bronko Lubich e Chris Markoff          | 2     | 30 gennaio 1970   | 43     | Tallahassee, Florida      | House show | |       |
| 12  | Dale Lewis e Missouri Mauler (3)       | 1     | 14 marzo 1970     | 37     | Tampa, Florida            | House show | |       |
| 13  | Argentina Apollo e José Lothario       | 1     | 20 aprile 1970    | 150    | Orlando, Florida          | House show | |       |
| 14  | Dick Murdoch e Dusty Rhodes            | 1     | 17 settembre 1970 | --     | Jacksonville, Florida     | House show | |       |
| —   | Vacante                                | —     | dicembre 1970     | —      | —                         | —          | Il titolo venne reso vacante per le numerose squalifiche dei campioni in difese titolate.                                                                  |       |
| 15  | José Lothario (2) e Danny Miller       | 1     | 25 dicembre 1970  | 10     | Tampa, Florida            | House show | In un torneo per riassegnare i titoli vacanti, sconfiggendo in finale Frankie Cain e Rocky Smith.                                                          |       |
| 16  | Frankie Cain e Rocky Smith             | 1     | 4 gennaio 1971    | 43     | Orlando, Florida          | House show | |       |
| 17  | Jack Brisco (3) e Jerry Brisco         | 1     | 16 febbraio 1971  | 42     | Tampa, Florida            | House show | |       |
| 18  | Dory Funk Jr. e Terry Funk             | 1     | 30 marzo 1971     | 14     | Tampa, Florida            | House show | |       |
| 19  | Jack Brisco (4) e Jerry Brisco (2)     | 2     | 13 aprile 1971    | 57     | Tampa, Florida            | House show | |       |
| —   | Vacante                                | —     | 9 giugno 1971     | —      | —                         | —          | Il titolo venne reso vacante per un infortunio di Jerry Brisco.                                                                                            |       |
| 20  | Ron Garvin e Ole Anderson              | 1     | 2 luglio 1971     | 34     | Jacksonville, Florida     | House show | In un torneo per riassegnare i titoli vacanti. |       |
| 21  | Larry O'Day e Ron Miller               | 1     | 5 agosto 1971     | 77     | Jacksonville, Florida     | House show | |       |
| 22  | Bobby Duncum e Dick Murdoch (2)        | 1     | 21 ottobre 1971   | 13     | Tampa, Florida            | House show | |       |
| 23  | Larry O'Day e Ron Miller               | 2     | 3 novembre 1971   | 35     | Miami, Florida            | House show | |       |
| 24  | Frank Monte e Mike York                | 1     | 8 dicembre 1971   | 14     | Miami, Florida            | House show | |       |
| 25  | Larry O'Day e Ron Miller               | 3     | 22 dicembre 1971  | 19     | Miami, Florida            | House show | |       |
| 26  | Frankie Cain e Rocky Smith             | 2     | 10 gennaio 1972   | 36     | West Palm Beach, Florida  | House show | |       |
| 27  | Larry O'Day e Ron Miller               | 4     | 15 febbraio 1972  | 23     | Tampa, Florida            | House show | |       |
| 28  | Bearcat Wright e Bobby Shane           | 1     | 9 marzo 1972      | 61     | Tampa, Florida            | House show | |       |
| 29  | Bob Roop e Boris Malenko               | 1     | 9 maggio 1972     | 22     | Tampa, Florida            | House show | |       |
| 30  | Mike Webster e The Professional        | 1     | 31 maggio 1972    | 24     | Miami, Florida            | House show | |       |
| 31  | Johnny Walker e Boris Malenko (2)      | 1     | 24 giugno 1972    | 5      | Jacksonville, Florida     | House show | |       |
| 32  | Taurus e The Zodiac                    | 1     | 29 giugno 1972    | 6      | Jacksonville, Florida     | House show | |       |
| 33  | Hiro Matsuda (3) e Tim Woods           | 1     | 5 luglio 1972     | 15     | Miami, Florida            | House show | |       |
| 34  | Nick Bockwinkel e Ray Stevens          | 1     | 20 luglio 1972    | 26     | Tampa, Florida            | House show | |       |
| 35  | Hiro Matsuda (4) e Bob Orton Sr. (2)   | 1     | 15 agosto 1972    | 21     | Tampa, Florida            | House show | Bob Orton era già stato campione come The Zodiac. |       |
| —   | Vacante                                | —     | 5 settembre 1972  | —      | —                         | —          | Orton sconfisse Matsuda per avere il titolo per se', ma la NWA non consentiva ad un singolo di avere entrambi i titoli di coppia e rese il titolo vacante. |       |
| 36  | Jimmy Gordon e Ron Fuller              | 1     | 19 settembre 1972 | 21     | Tampa, Florida            | House show | In un torneo per riassegnare i titoli vacanti, sconfiggendo in finale Dick Murdoch e Paul Jones.                                                           |       |
| 37  | Norvell Austin e Sputnik Monroe        | 1     | 10 ottobre 1972   | 37     | Tampa, Florida            | House show | |       |
| 38  | Jack Brisco (5) e Jerry Brisco (3)     | 3     | 16 novembre 1972  | 41     | Tampa, Florida            | House show | |       |
| 39  | Bobby Shane (2) e Chris Markoff (3)    | 1     | 27 dicembre 1972  | 21     | Miami, Florida            | House show | |       |
| 40  | Tim Woods (2) e Big Bad John           | 1     | 17 gennaio 1973   | 27     | Miami, Florida            | House show | |       |
| 41  | Bobby Shane (3) e Gorgeous George Jr.  | 1     | 13 febbraio 1973  | 7      | Tampa, Florida            | House show | |       |
| 42  | Kevin Sullivan e Mike Graham           | 1     | 20 febbraio 1973  | 102    | Tampa, Florida            | House show | |       |
| 43  | Tio Tio e Reno Tufuuli                 | 1     | 2 giugno 1973     | 59     | Saint Petersburg, Florida | House show | |       |
| 44  | Kevin Sullivan e Mike Graham           | 2     | 31 luglio 1973    | 14     | Tampa, Florida            | House show | |       |
| 45  | Tio Tio e Reno Tufuuli                 | 2     | 14 agosto 1973    | 7      | Tampa, Florida            | House show | |       |
| 46  | Kevin Sullivan e Mike Graham           | 3     | 21 agosto 1973    | 46     | Tampa, Florida            | House show | |       |
| 47  | Dick Slater e Dusty Rhodes (2)         | 1     | 6 ottobre 1973    | 48     | Saint Petersburg, Florida | House show | |       |
| 48  | Jos LeDuc e Paul LeDuc                 | 1     | 23 novembre 1973  | 81     | Tallahassee, Florida      | House show | |       |
| 49  | Dick Slater (2) e Star Vachon          | 1     | 12 febbraio 1974  | 29     | Tampa, Florida            | House show | |       |
| 50  | Haystacks Calhoun e Kevin Sullivan (4) | 1     | 13 marzo 1974     | 6      | Miami Beach, Florida      | House show | |       |
| 51  | Buddy Roberts e Jerry Brown            | 1     | 19 marzo 1974     | 168    | Tampa, Florida            | House show | |       |
| 52  | Dick Slater (3) e Mike Graham (4)      | 1     | 3 settembre 1974  | 14     | Tampa, Florida            | House show | |       |
| 53  | Dusty Rhodes (3) e Mike Graham (5)     | 1     | 17 settembre 1974 | 14     | Tampa, Florida            | House show | Graham sconfisse Slater per i titoli e scelse Rhodes come nuovo partner.                                                                                   |       |
| 54  | Dick Slater (4) e Toru Tanaka          | 1     | 1 ottobre 1974    | 88     | Tampa, Florida            | House show | |       |
| 55  | Dominic DeNucci e Tony Parisi          | 1     | 28 dicembre 1974  | 38     | Tampa, Florida            | House show | |       |
| 56  | Dick Slater (5) e J.J. Dillon          | 1     | 4 febbraio 1975   | 7      | Florida                   | House show | |       |
| 57  | Dick Slater (6) e Johnny Weaver        | 1     | 11 febbraio 1975  | 64     | Florida                   | House show | Slater sconfisse Dillon per i titoli e scelse Weaver come nuovo partner.                                                                                   |       |
| 58  | Harley Race e Roger Kirby              | 1     | 16 aprile 1975    | 59     | Miami, Florida            | House show | |       |
| 59  | Bob Roop (2) e Roger Kirby (2)         | 1     | 14 giugno 1975    | 25     | Saint Petersburg, Florida | House show | Race cedette il titolo a Roop quando lasciò il territorio.                                                                                                 |       |
| 60  | Ciclòn Negro (4) e Omar Negro          | 1     | 9 luglio 1975     | 38     | Miami Beach, Florida      | House show | |       |
| 61  | J.J. Dillon (2) e Roger Kirby (3)      | 1     | 16 agosto 1975    | 32     | Saint Petersburg, Florida | House show | |       |
| 62  | Ciclòn Negro (5) e Omar Negro (2)      | 2     | 17 settembre 1975 | 89     | Miami Beach, Florida      | House show | |       |
| 63  | Rip Hawk e Roger Kirby (4)             | 1     | 15 dicembre 1975  | 9      | West Palm Beach, Florida  | House show | |       |
| 64  | Eddie Graham e Mike Graham (6)         | 1     | 23 dicembre 1975  | 28     | Tampa, Florida            | House show | |       |
| 65  | Bob Orton Jr. e Bob Roop (3)           | 1     | 20 gennaio 1976   | 0      | Tampa, Florida            | House show | |       |
| 66  | Rip Hawk (2) e Roger Kirby (5)         | 2     | 20 gennaio 1976   | 63     | Florida                   | House show | |       |
| 67  | Bob Orton Jr. (2) e Bob Orton Sr. (3)  | 1     | 23 marzo 1976     | 63     | Florida                   | House show | |       |
| 68  | Bob Orton Sr. (4) e Bob Roop (4)       | 1     | 25 maggio 1976    | 14     | --                        | --         | Bob Orton Jr. cedette la sua parte di titolo a Bob Roop dopo aver vinto il NWA Florida Heavyweight Championship.                                           |       |
| —   | Vacante                                | —     | 8 giugno 1976     | —      | —                         | —          | Il titolo venne reso vacante in seguito ad un finale controverso di una difesa titolata.                                                                   |       |
| 69  | Bob Orton Sr. (5) e Bob Roop (5)       | 2     | 22 giugno 1976    | 7      | Tampa, Florida            | House show | Vincendo uno spareggio per riassegnare i titoli contro i Brisco.                                                                                           |       |
| 70  | Bob Backlund e Steve Keirn             | 1     | 29 giugno 1976    | 70     | Tampa, Florida            | House show | |       |
| 71  | Buddy Roberts e Jerry Brown            | 2     | 7 settembre 1976  | 55     | Tampa, Florida            | House show | |       |
| 72  | Ken Lucas e Mike Graham (7)            | 1     | 1 novembre 1976   | 43     | Orlando, Florida          | House show | |       |
| 73  | Bob Orton Sr. (6) e Bob Roop (6)       | 3     | 14 dicembre 1976  | 27     | Tampa, Florida            | House show | |       |
| 74  | Jack Brisco (6) e Jerry Brisco (4)     | 4     | 10 gennaio 1977   | 82     | Orlando, Florida          | House show | |       |
| 75  | Billy Graham e Ox Baker                | 1     | 2 aprile 1977     | 62     | --                        | House show | |       |
| 76  | Jack Brisco (7) e Jerry Brisco (5)     | 5     | 3 giugno 1977     | 10     | Fort Lauderdale. Florida  | House show | |       |
| —   | Vacante                                | —     | 13 giugno 1977    | —      | —                         | —          | Il titolo venne reso vacante in seguito ad un finale controverso di una difesa titolata.                                                                   |       |
| 77  | Ivan Koloff e Pat Patterson            | 1     | 20 giugno 1977    | 91     | West Palm Beach, Florida  | House show | Vincendo uno spareggio per riassegnare i titoli contro i Brisco.                                                                                           |       |
| 78  | Rocky Johnson e Pedro Morales          | 1     | 19 settembre 1977 | 37     | West Palm Beach, Florida  | House show | |       |
| 79  | Ivan Koloff (2) e Masa Saito           | 1     | 26 ottobre 1977   | 28     | Florida                   | House show | |       |
| 80  | Mike Graham (8) e Steve Keirn (2)      | 1     | 23 novembre 1977  | 3      | Florida                   | House show | |       |
| —   | Vacante                                | —     | 26 novembre 1977  | —      | —                         | —          | Il titolo venne reso vacante in seguito ad un finale controverso di una difesa titolata.                                                                   |       |
| 81  | Ivan Koloff (3) e Masa Saito (2)       | 2     | 6 dicembre 1977   | 27     | Tampa, Florida            | House show | Vincendo uno spareggio per riassegnare i titoli. |       |
| 82  | Mike Graham (9) e Steve Keirn (3)      | 2     | 2 gennaio 1978    | 8      | Florida                   | House show | |       |
| 83  | Ivan Koloff (4) e Masa Saito (3)       | 3     | 10 gennaio 1978   | 14     | Tampa, Florida            | House show | |       |
| 84  | Jack Brisco (8) e Jerry Brisco (6)     | 6     | 24 gennaio 1978   | 42     | Miami, Florida            | House show | |       |
| 85  | Mr. Sato e Masa Saito (4)              | 1     | 7 marzo 1978      | 98     | Florida                   | House show | |       |
| 86  | Jack Brisco (9) e Jerry Brisco (7)     | 7     | 13 giugno 1978    | 14     | Miami, Florida            | House show | |       |
| 87  | Spoiler I e Spoiler II                 | 1     | 27 giugno 1978    | 46     | Tampa, Florida            | House show | |       |
| 88  | Mike Graham (10) e Steve Keirn (4)     | 3     | 12 agosto 1978    | 5      | Saint Petersburg, Florida | House show | |       |
| 89  | Spoiler I e Spoiler II                 | 2     | 17 agosto 1978    | 19     | Florida                   | House show | |       |
| 90  | Mike Graham (11) e Steve Keirn (5)     | 4     | 5 settembre 1978  | 6      | Lakeland, Florida         | House show | |       |
| 91  | Mr. Sato (2) e Masa Saito (4)          | 2     | 11 settembre 1978 | 12     | Florida                   | House show | |       |
| 92  | Mike Graham (12) e Steve Keirn (6)     | 5     | 23 settembre 1978 | 10     | Florida                   | House show | |       |
| 93  | Kox e Bobby Duncum (3)                 | 1     | 3 ottobre 1978    | 11     | Florida                   | House show | |       |
| 94  | Eric the Red e Pak Song                | 1     | 14 ottobre 1978   | 27     | Lakeland, Florida         | House show | |       |
| 95  | Mr. Uganda (6) e Pak Song (2)          | 1     | 19 novembre 1978  | 85     | --                        | --         | Eric the Red cedette il titolo a Mr. Uganda (già campione con il nome di Ciclòn Negro) in seguito ad un incidente d'auto che lo coinvolse.                 |       |
| 96  | Mike Graham (13) e Steve Keirn (7)     | 6     | 3 febbraio 1979   | 26     | Florida                   | House show | |       |
| 97  | Bugsy McGraw e Pak Song (2)            | 1     | 1 marzo 1979      | 25     | Florida                   | House show | |       |
| 98  | Mike Graham (14) e Steve Keirn (8)     | 7     | 26 marzo 1979     | --     | West Palm Beach, Florida  | House show | |       |
| 99  | Bugsy McGraw (2) e Thor the Viking     | 1     | maggio 1979       | --     | Florida                   | House show | |       |
| 100 | Jimmy Garvin e Steve Keirn (9)         | 1     | 31 luglio 1979    | 25     | Florida                   | House show | |       |
| 101 | Mr. Hito e Mr. Sakurada                | 1     | 25 agosto 1979    | 35     | Saint Petersburg, Florida | House show | |       |
| 102 | Bobo Brazil e Sweet Brown Sugar        | 1     | 29 settembre 1979 | 10     | Saint Petersburg, Florida | House show | |       |
| 103 | Mike Graham (15) e Ray Stevens (2)     | 1     | 9 ottobre 1979    | 21     | Tampa, Florida            | House show | |       |
| 104 | Bryan St. John e Stan Lane             | 1     | 30 ottobre 1979   | 7      | Tampa, Florida            | House show | |       |
| —   | Vacante                                | —     | 6 novembre 1979   | —      | —                         | —          | Il titolo venne reso vacante in seguito ad un finale controverso di una difesa titolata.                                                                   |       |
| 105 | Mike Graham (16) e Steve Keirn (10)    | 8     | 13 novembre 1979  | 12     | Tampa, Florida            | House show | In un torneo per assegnare i titoli vacanti, sconfiggendo in finale Mr. Sakurada e Mr. Hito                                                                |       |
| 106 | Bryan St. John e Stan Lane             | 2     | 25 novembre 1979  | 106    | Saint Petersburg, Florida | House show | |       |
| 107 | Jack Brisco (10) e Jimmy Garvin (2)    | 1     | 10 marzo 1980     | 52     | West Palm Beach, Florida  | House show | |       |
| 108 | Bryan St. John e Stan Lane             | 3     | 1 maggio 1980     | 52     | Jacksonville, Florida     | House show | |       |
| 109 | Jack Brisco (11) e Jerry Brisco (8)    | 8     | 22 giugno 1980    | 46     | Orlando, Florida          | House show | |       |
| 110 | Ivan Koloff (5) e Nikolai Volkoff      | 1     | 7 agosto 1980     | 33     | Jacksonville, Florida     | House show | |       |
| 111 | Dusty Rhodes (4) e Bobo Brazil (2)     | 1     | 9 settembre 1980  | 39     | Florida                   | House show | |       |
| 112 | Barry Windham e Scott McGhee           | 1     | 18 ottobre 1980   | 45     | Saint Petersburg, Florida | House show | |       |
| 113 | Bobby Jaggers e R.T. Tyler             | 1     | 2 dicembre 1980   | 31     | Tampa, Florida            | House show | |       |
| 114 | Barry Windham (2) e Mike Graham (17)   | 1     | 2 gennaio 1981    | 10     | Orlando, Florida          | House show | |       |
| —   | Vacante                                | —     | 12 gennaio 1981   | —      | —                         | —          | Il titolo venne reso vacante dopo che Windham vinse il NWA Florida Heavyweight Championship.                                                               |       |
| 115 | Bobby Jaggers e R.T. Tyler             | 2     | 16 gennaio 1981   | 27     | Tampa, Florida            | House show | In uno spareggio per i titoli vacanti contro Manny Fernandez e Mike Graham.                                                                                |       |
| 116 | Dusty Rhodes (5) e André The Giant     | 1     | 12 febbraio 1981  | 3      | Fort Lauderdale, Florida  | House show | |       |
| —   | Disattivato                            | —     | 15 febbraio 1981  | —      | —                         | —          | Il titolo fu disattivato e temporaneamente sostituito con il NWA United States Tag Team Championship.                                                      |       |
| 117 | Chris Champion e Sean Royal            | 1     | 25 dicembre 1986  | 58     | Tampa, Florida            | House show | In uno spareggio per riassegnare i titoli riattivati, sconfiggendo Kendall Windham e VIc Steamboat.                                                        |       |
| 118 | Steve Armstrong e Tracy Smothers       | 1     | 21 febbraio 1987  | 22     | Sarasota, Florida         | House show | |       |
| 119 | Basher e Spike                         | 1     | 15 marzo 1987     | 33     | --                        | House show | |       |
| 120 | Mike Graham (18) e Steve Keirn (11)    | 9     | 17 aprile 1987    | 67     | --                        | House show | |       |
| 121 | Butch Miller e Luke Williams           | 1     | 23 giugno 1987    | 67     | Tampa, Florida            | House show | |       |
| 122 | Mike Graham (19) e Steve Keirn (12)    | 10    | 29 agosto 1987    | 10     | Saint Petersburg, Florida | House show | |       |
| 123 | Bob Cook e Jerry Grey                  | 1     | 8 settembre 1987  | 39     | Tampa, Florida            | House show | |       |
| 124 | Mike Graham (20) e Steve Keirn (13)    | 11    | 17 ottobre 1987   | --     | Lakeland, Florida         | House show | |       |
| —   | Disattivato                            | —     | dicembre 1987     | —      | —                         | —          | Il titolo fu disattivato con la chiusura della CWF. |       |

### Florida Championship Wrestling
| #  | Campione                        | Regno | Data              | Giorni | Località                  | Evento     | Note                                                                                          | Fonti |
| -- | ------------------------------- | ----- | ----------------- | ------ | ------------------------- | ---------- | --------------------------------------------------------------------------------------------- | ----- |
| 1  | Johnny Ace e The Terminator     | 1     | 20 settembre 1988 | 107    | Tampa, Florida            | House show | La FCW riprese il NWA Florida Tag Team Championship e iniziò a promuoverlo.                   |       |
| 2  | Brian Knobbs e Jerry Sags       | 1     | 5 gennaio 1989    | 21     | Nassau, Bahamas           | House show |                                                                                               |       |
| 3  | Johnny Ace e The Terminator     | 2     | 26 gennaio 1989   | 57     | Tampa, Florida            | House show |                                                                                               |       |
| 4  | Brian Knobbs e Jerry Sags       | 2     | 24 marzo 1989     | 4      | Saint Petersburg, Florida | House show |                                                                                               |       |
| 5  | Black Bart e Bobby Jaggers      | 1     | 28 marzo 1989     | 42     | Tampa, Florida            | House show |                                                                                               |       |
| 6  | Mike Graham e Dustin Rhodes     | 1     | 9 maggio 1989     | --     | Tampa, Florida            | House show |                                                                                               |       |
| 7  | Black Bart (2) e Tony Anthony   | 1     | maggio 1989       | --     | Tampa, Florida            | House show |                                                                                               |       |
| 8  | Brian Knobbs e Jerry Sags       | 3     | 11 giugno 1989    | --     | Orlando, Florida          | House show |                                                                                               |       |
| 9  | Brett Sawyer e Jim Backlund     | 1     | luglio 1989       | --     | --                        | House show |                                                                                               |       |
| 10 | Brian Knobbs e Jerry Sags       | 4     | 22 agosto 1989    | 56     | Tampa, Florida            | House show |                                                                                               |       |
| 11 | Dennis Knight e Jumbo Barretta  | 1     | 17 ottobre 1989   | 26     | Tampa, Florida            | House show |                                                                                               |       |
| 12 | Mark Starr e Lou Pérez          | 1     | 12 novembre 1989  | 4      | Tampa, Florida            | House show |                                                                                               |       |
| 13 | Big Al Green e Tim Parker       | 1     | 16 novembre 1989  | 51     | Tampa, Florida            | House show |                                                                                               |       |
| 14 | Brian Knobbs e Jerry Sags       | 5     | 6 gennaio 1990    | 96     | Nassau, Bahamas           | House show |                                                                                               |       |
| 15 | Robert Fuller e Kendall Windham | 1     | 12 aprile 1990    | 27     | Tampa, Florida            | House show |                                                                                               |       |
| 16 | Mike Graham (2) e Joe Gomez     | 1     | 9 maggio 1990     | --     | Tampa, Florida            | House show |                                                                                               |       |
| —  | Vacante                         | 1     | agosto 1990       | —      | —                         | —          | Reso vacante in seguito al ritiro di Graham.                                                  |       |
| 17 | Mark Starr (2) e Sgt. Rock      | 1     | 13 settembre 1990 | --     | Tampa, Florida            | House show | In uno spareggio per riassegnare i titoli vacanti, sconfiggendo Joe Gomez e Hurricane Walker. |       |
| 18 | Hurricane Walker e Tim Parker   | 1     | ottobre 1990      | --     | Florida                   | House show |                                                                                               |       |
| 19 | Ron Slinker e Sgt. Rock (2)     | 1     | 12 novembre 1990  | --     | Florida                   | House show |                                                                                               |       |
| —  | Disattivato                     | —     | gennaio 1991      | —      | —                         | —          |                                                                                               |       |

### NWA Florida
| #  | Campione                       | Regno | Data              | Giorni | Località                  | Evento     | Note                                                                                            | Fonti |
| -- | ------------------------------ | ----- | ----------------- | ------ | ------------------------- | ---------- | ----------------------------------------------------------------------------------------------- | ----- |
| 1  | Apocalypse e Destruction       | 1     | 1997              | --     | --                        | House show | La NWA Florida Major League Wrestling iniziò a promuovere il NWA Florida Tag Team Championship. |       |
| —  | Vacante                        | —     | 1998              | —      | —                         | —          | Reso vacante per circostanze non note.                                                          |       |
| 2  | Brian Blair e Steve Keirn      | 1     | 13 novembre 1998  | 641    | Gainesville, Florida      | House show | In uno spareggio per i titoli vacanti, sconfiggendo Cuban Assassin e Pepe Prado.                |       |
| —  | Vacante                        | —     | 15 agosto 2000    | —      | —                         | —          | Il titolo venne reso vacante in seguito ad un finale controverso di una difesa titolata.        |       |
| 3  | Brian Blair e Steve Keirn      | 2     | settembre 2000    | --     | --                        | House show | In uno spareggio per i titoli vacanti, sconfiggendo The Bushwackers.                            |       |
| 4  | Brian Blair (3) e Cyborg       | 1     | 14 novembre 2000  | 238    | Tampa, Florida            | House show | Blair sconfisse Keirn per il controllo dei titoli e scelse Cyborg come nuovo partner.           |       |
| —  | Vacante                        | —     | 10 luglio 2001    | —      | —                         | —          | Il titolo venne reso vacante per infortunio di entrambi i campioni.                             |       |
| 5  | Mike Shane e Todd Shane        | 1     | 10 luglio 2001    | 151    | Tampa, Florida            | House show | In uno spareggio per i titoli vacanti.                                                          |       |
| 6  | Agent Steele e Yaz             | 1     | 8 dicembre 2001   | 62     | Saint Petersburg, Florida | House show |                                                                                                 |       |
| 7  | Dagon Briggs e Naphtali        | 1     | 8 febbraio 2002   | 49     | Saint Petersburg, Florida | House show |                                                                                                 |       |
| 8  | Nick Berk e Z-Barr             | 1     | 29 marzo 2002     | 1      | Saint Petersburg, Florida | House show |                                                                                                 |       |
| 9  | Dagon Briggs e Naphtali        | 2     | 30 marzo 2002     | 56     | Crystal River, Florida    | House show |                                                                                                 |       |
| 10 | Mike Shane e Todd Shane        | 2     | 25 maggio 2002    | 139    | Saint Petersburg, Florida | House show |                                                                                                 |       |
| 11 | Mike Sullivan e Scoot Andrews  | 1     | 11 ottobre 2002   | 120    | Saint Petersburg, Florida | House show |                                                                                                 |       |
| 12 | Mike Shane e Todd Shane        | 3     | 8 febbraio 2003   | 126    | Saint Petersburg, Florida | House show |                                                                                                 |       |
| 13 | Ricky Vandal e Tommy Vandal    | 1     | 14 giugno 2003    | 63     | Pinellas Park, Florida    | House show |                                                                                                 |       |
| 14 | Mike Shane e Todd Shane        | 4     | 16 agosto 2003    | 196    | Pinellas Park, Florida    | House show |                                                                                                 |       |
| 15 | David Mercury e Stash          | 1     | 28 febbraio 2004  | 49     | Saint Petersburg, Florida | House show |                                                                                                 |       |
| 16 | Justice e MIkey Tenderfoot     | 1     | 17 aprile 2004    | 154    | Brandon, Florida          | House show |                                                                                                 |       |
| 17 | Jerrelle Clark e Mikey Batts   | 1     | 18 settembre 2004 | 63     | Brandon, Florida          | House show |                                                                                                 |       |
| 18 | Frankie Capone e Marcus Dillon | 1     | 20 novembre 2004  | --     | Brandon, Florida          | House show |                                                                                                 |       |
| —  | Disattivato                    | —     | giugno 2005       | —      | —                         | —          | Titolo disattivato con la chiusura della NWA Florida.                                           |       |

### Pro Wrestling Fusion
| # | Campione                   | Regno | Data              | Giorni | Località                  | Evento                       | Note                                                                  | Fonti |
| - | -------------------------- | ----- | ----------------- | ------ | ------------------------- | ---------------------------- | --------------------------------------------------------------------- | ----- |
| 1 | Deimos e Kennedy Kendrick  | 1     | 25 gennaio 2014   | 76     | Tampa, Florida            | NWA FUW Underground Shines 2 | Il titolo fu riattivato come nuovo nome del FUW Tag Team Championship |       |
| 2 | Jeff Boom e Mitch Mitchell | 1     | 11 aprile 2014    | 168    | Saint Petersburg, Florida | House show                   |                                                                       |       |
| 3 | Cruz e Jay Rios            | 1     | 26 settembre 2014 | 170    | Tampa, Florida            | House show                   |                                                                       |       |
| 4 | Jeff Boom e Mitch Mitchell | 2     | 15 marzo 2015     | 226    | Plant City, Florida       | House show                   |                                                                       |       |
| 5 | Leo Brien e Mike Patrick   | 1     | 27 ottobre 2015   | --     | Brandon, Florida          | House show                   |                                                                       |       |
| — | Disattivato                | —     | novembre 2015     | —      | —                         | —                            | Titolo disattivato quando la Pro Wrestling Fusion lasciò la NWA.      |       |